# 添滿意
添滿意（英語：Furore，前譯「哄動中外」），是一匹曾在澳洲和香港出賽的已退役賽駒，來港後早期練馬師是羅富全，後期是告東尼。

## 簡介
出生於紐西蘭的「添滿意」，來港前曾於澳洲出賽，獲四冠一季。
2018年12月16日，「添滿意」於香港首次出賽。
2019年1月27日，布文策騎「添滿意」出戰四歲系列賽首關香港經典一哩賽，以兩個半馬位之先擊敗第二名的「妙算達人」奪魁，打開其在港的勝利之門。布文說道：「『添滿意』今仗勝來表現出色。」他續說：「我對坐騎的表現甚感滿意，這並非其首本途程，亦令人對其打吡前景抱有憧憬，經過今日在此途程上能交出優異的演出之後，相信牠必可更進一步。」練馬師羅富全說道：「賽前我認為『達龍駒』是我馬房機會最好的一駒，只是該駒抽得十二檔，檔位方面不算理想，結果你亦可看到，亦因為這個檔位，令牠沿途須走外疊，之後更被他駒碰撞。」他續說：「『添滿意』每跑一仗均有進步，無疑牠今仗表現出色，但能贏馬始終令我略感意外，我認為『達龍駒』比『添滿意』較好一點，但在賽馬中總會偶爾出現此情況。」
2019年2月17日，布文策騎「添滿意」出戰四歲系列賽次關香港經典盃，取得第四名，而該賽的頭馬是「妙算達人」。
2019年3月17日，布文策騎「添滿意」出戰四歲系列賽尾關香港打吡大賽，以一又四分一個馬位之先擊敗第二名的「夏威夷」奪魁，使得「添滿意」成為打吡盟主。賽後，在港設廄第二年則能首勝打吡的練馬師羅富全說道：「此刻我實在難以表達目前的心情。」他續說：「能夠有一匹馬可以角逐打吡已非易事，現在我更能奏凱而回，絕對是夢想成真。」而「夏威夷」的騎師莫雷拉也對頭馬「添滿意」有高度評價：「『夏威夷』今仗已有上佳演出，牠只是不敵一匹更好的馬，而頭馬亦交出了其最佳水準。」
2020年2月23日，「添滿意」從羅富全馬房轉投告東尼馬房。
2020年11月1日，莫雷拉策騎「添滿意」出戰國際三級賽婦女銀袋賽，以一又四分一馬位之先擊敗香港馬王「時時精綵」奪魁，使得「添滿意」結束了長達十九個月的頭馬荒。賽後，莫雷拉說道：「我們都知道『添滿意』是匹好馬，再贏大賽只是遲早之事，之後可望牠能更進一步。」
2020年11月22日，莫雷拉策騎「添滿意」出戰國際二級賽馬會盃，以一又四分一馬位再次擊敗香港馬王「時時精綵」奪魁，證明了先前「添滿意」的那次勝利絕非純靠運氣。
2021年2月21日，莫雷拉策騎「添滿意」出戰國際一級賽香港金盃，僅以短馬頭位之差不敵「金鎗六十」，取得第二名。
2021年4月21日，「添滿意」因右前腿不良於行，宣布退出女皇盃，其後，於2022年2月4日宣告退役，正式結束其在港的競賽生涯。

## 在港勝出賽事全紀錄
| 比賽日期   | 賽事名稱             | 賽事班次 | 賽道 | 賽事路程 | 比賽馬場 | 名次 | 完成時間 | 騎師   |
| ---------- | -------------------- | -------- | ---- | -------- | -------- | ---- | -------- | ------ |
| 27/01/2019 | 香港經典一哩賽       | 四歲馬   | 草地 | 1600米   | 沙田馬場 | 1    | 1:34.28  | 布文   |
| 17/03/2019 | 寶馬香港打吡大賽2019 | 四歲馬   | 草地 | 2000米   | 沙田馬場 | 1    | 2:01.30  | 布文   |
| 01/11/2020 | 莎莎婦女銀袋（讓賽） | G3       | 草地 | 1800米   | 沙田馬場 | 1    | 1:45.91  | 莫雷拉 |
| 22/11/2020 | 馬會盃               | G2       | 草地 | 2000米   | 沙田馬場 | 1    | 1:59.32  | 莫雷拉 |

## 在港一級賽出賽全紀錄
| 比賽日期   | 賽事名稱         | 賽事班次 | 賽道 | 賽事路程 | 比賽馬場 | 名次 | 完成時間 | 騎師   |
| ---------- | ---------------- | -------- | ---- | -------- | -------- | ---- | -------- | ------ |
| 28/04/2019 | 富衛保險女皇盃   | G1       | 草地 | 2000米   | 沙田馬場 | 10   | 2:00.26  | 布文   |
| 08/12/2019 | 浪琴表香港盃     | G1       | 草地 | 2000米   | 沙田馬場 | 4    | 2:00.80  | 布文   |
| 19/01/2020 | 董事盃           | G1       | 草地 | 1600米   | 沙田馬場 | 7    | 1:34.30  | 布文   |
| 16/02/2020 | 花旗銀行香港金盃 | G1       | 草地 | 2000米   | 沙田馬場 | 7    | 2:02.67  | 史賓沙 |
| 26/04/2020 | 富衛保險女皇盃   | G1       | 草地 | 2000米   | 沙田馬場 | 2    | 2:00.14  | 田泰安 |
| 24/05/2020 | 渣打冠軍暨遮打盃 | G1       | 草地 | 2400米   | 沙田馬場 | 3    | 2:26.20  | 田泰安 |
| 13/12/2020 | 浪琴表香港盃     | G1       | 草地 | 2000米   | 沙田馬場 | 5    | 2:00.94  | 莫雷拉 |
| 21/02/2021 | 花旗銀行香港金盃 | G1       | 草地 | 2000米   | 沙田馬場 | 2    | 2:00.26  | 莫雷拉 |

## 在港以外大賽出賽全紀錄
| 比賽日期   | 賽事名稱   | 賽事班次 | 賽道 | 賽事路程 | 比賽馬場   | 名次 | 完成時間 | 騎師   |
| ---------- | ---------- | -------- | ---- | -------- | ---------- | ---- | -------- | ------ |
| 24/03/2018 | 玫瑰崗堅尼 | G1       | 草地 | 2000米   | 玫瑰崗馬場 | 3    | —        | 艾道拿 |
| 07/04/2018 | 澳洲打吡   | G1       | 草地 | 2400米   | 蘭域馬場   | 6    | —        | 艾道拿 |

## 外部連結
- . 2019-01-27  [2019-01-27]. （原始内容存档于2019-10-02）.
- . 2019-03-17  [2019-03-17].
- . 2020-11-01  [2020-11-01].
- . 2020-11-22  [2020-11-22].